# Γ-グアニジノブチルアルデヒドデヒドロゲナーゼ
γ-グアニジノブチルアルデヒドデヒドロゲナーゼ（γ-guanidinobutyraldehyde dehydrogenase）は、アルギニンおよびプロリン代謝酵素の一つで、次の化学反応を触媒する酸化還元酵素である。
4-グアニジノブタナール + NAD+ + H2O {\displaystyle \rightleftharpoons } 4-グアニジノ酪酸 + NADH + 2 H+
反応式の通り、この酵素の基質は4-グアニジノブタナールとNAD+と水、生成物は4-グアニジノ酪酸とNADHとH+である。
組織名は4-guanidinobutanal:NAD+ 1-oxidoreductaseで、別名にα-guanidinobutyraldehyde dehydrogenase, 4-guanidinobutyraldehyde dehydrogenase, GBAL dehydrogenaseがある。